# إسحاق دبليو. داير
إسحاق دبليو. داير (بالإنجليزية: Isaac W. Dyer)‏ هو محامي وسياسي أمريكي، ولد في 13 سبتمبر 1855، وتوفي في 13 فبراير 1937. حزبياً، نشط في الحزب الجمهوري. وقد انتخب عضو مجلس نواب مين.